# Касандра Никс
Касандра Никс (на английски: Cassandra Nix) е американска порнографска актриса, родена на 6 май 1992 г.

## Награди и номинации
Номинации за индивидуални награди
- 2012: Номинация за NightMoves награда за най-добра нова звезда.[4]
- 2013: Номинация за AVN награда за най-добра нова звезда.[5][6]

Номинации за награди за изпълнение на сцени
- 2013: Номинация за AVN награда за най-добра орална секс сцена (с Джеси Андрюс) – „Filthy Cocksucking Auditions“.[5][6]